# Swedbank Ladies 2002
Lo Swedbank Ladies 2002 è stato un torneo di tennis facente parte della categoria ITF Women's Circuit nell'ambito dell'ITF Women's Circuit 2002. Il montepremi del torneo era di $10 000 e si è svolto nella settimana tra il 21 e il 27 gennaio 2002 su campi indoor in cemento. Il torneo si è giocato a Båstad in Svezia.

## Vincitori

### Singolare
Eszter Molnár ha sconfitto in finale  Karina Jacobsgaard con il punteggio di 6(5)–7, 6–4, 6–0.

### Doppio
Eszter Molnár /  Aleksandra Srndovic hanno sconfitto in finale  Liana Ungur /  Christina Zachariadou con il punteggio di 2–6, 6–2, 7–5.